# Sindrome di Goldenhar
La sindrome di Goldenhar, anche nota come displasia oculo-auricolo-vertebrale o microsomia emifacciale, è una rara malattia congenita caratterizzata tipicamente dalla presenza di cranio e viso di ridotte dimensioni (con microsomia emifacciale), cisti dermoidi oculari e malformazioni della colonna vertebrale. Possono essere presenti anche alterazioni del naso, dell'orecchio, della mandibola, delle labbra e del palato molle, nonché disabilità intellettiva e paralisi periferica del nervo facciale e alterazioni cardiovascolari, gastrointestinali e genito-urinarie. È associata a un anomalo sviluppo del primo e del secondo arco faringeo.
Prende il nome da Maurice Goldenhar che nel 1952 la descrisse. È anche chiamata sindrome di Goldenhar-Gorlin, da Robert James Gorlin